# 나주 신포리 지석묘군
나주 신포리 지석묘군(羅州 新浦里 支石墓群)은 대한민국 전라남도 나주시 왕곡면 신포리에 있는 지석묘군이다. 1990년 12월 5일 전라남도의 기념물 제135호로 지정되었다.

## 개요
지석묘는 청동기시대의 대표적인 무덤으로 고인돌이라고도 부르며, 주로 경제력이 있거나 정치권력을 가진 지배층의 무덤으로 알려져 있다.
우리나라의 고인돌은 4개의 받침돌을 세워 돌방을 만들고 그 위에 거대하고 평평한 덮개돌을 올려 놓은 탁자식과, 땅 속에 돌방을 만들고 작은 받침돌을 세운 뒤 그 위에 덮개돌을 올린 바둑판식으로 구분된다.
전라남도 지방은 전국에서 가장 많은 고인돌이 분포하고 있는 곳으로 지금까지 2만기 이상이 알려져 있다. 30여 기에 달하는 나주 신포리 고인돌 무리는 영산강 남쪽 연안의 평평한 구릉지대에 솟은 봉의산 동쪽 기슭에 자리잡고 있다. 작은 받침돌을 고인 바둑판식으로 길이 5m 너비 3.1m의 가장 큰 고인돌을 중심으로, 덮개돌의 길이가 2∼4m 내외의 것들이 주위에 흩어져 있다.
이곳의 고인돌 무리는 청동기시대에 이 주변에 많은 사람들이 살았음을 알려주는 중요한 자료가 된다.

## 참고 자료
- 나주신포리지석묘군 - 국가유산청 국가유산포털